# EMS Synthi A

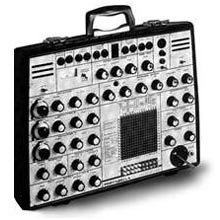
EMS Synthi A

L'EMS Synthi A era un sintetizzatore analogico portatile prodotto dalla Electronic Music Studios a partire dal 1971. Era basato su un sistema elettronico identico a quello del VCS3, ma a differenza di quest'ultimo era costruito su un telaio di masonite.
Il suo utilizzo più famoso è sicuramente nel brano On the Run dei Pink Floyd, dall'album The Dark Side of the Moon. Altri musicisti soliti all'utilizzo del Synthi A erano Jean-Michel Jarre, Richard Pinhas degli Heldon, Brian Eno e  Merzbow.